# Старые Узели
Старые Узели — село в Бугурусланском районе Оренбургской области России.

## История
Село получило своё название от первых татарских поселенцев, облюбовавших живописное место среди лесов и холмов. 
Жители именуют селение - Узели, Узяля, Узеля, Узяле, Узяли, Старые Узели. Узели переводится с татарского языка, как «своя сторона» («уз» — своя, «илё» — страна, сторона).
Издавна эти земли были заселены оседлым татарским населением, лишь номинально признававшими власть Волжской Булгарии и Казанского ханства.
В конце XVI века, после взятия Казани Иваном Грозным, территория района оказалась в пределах Московского государства. Однако освоение региона другими народностями началось намного позднее.
С продвижением в начале XVIII века границ Российской Империи в южном и юго-восточном направлении в Приуралье и заволжских степях формируются военные укрепления и гарнизоны. В 1748 г. основан г. Бугуруслан.
Оренбургскую область представители народности эрзя начали осваивать в первой половине 18-го века (предположительно также в 1748 г., а возможно и ранее). Преимущественно состоящие из «государственных крестьян» эрзя переселялись в Оренбуржье в поисках свободных земель из других губерний среднего Поволжья. Селились они частично в деревнях, возникших до их прибытия.
Предположительно в эти времена в селе Уз Иле и поселились первые эрзя. С течением времени они полностью вытеснили татарское население.
В царские времена государство выделило в пользование переселенцам окрестные земли, поэтому в селе с тех пор проживали только свободные государственные («казённые») крестьяне, занимавшиеся земледелием, животноводством и платившие налоги в губернскую казну. Часто село становилось пристанищем крепостных, бежавших от помещиков из соседних губерний.
После Великой Октябрьской социалистической революции 1917 года, во время Гражданской войны, село являлось местом противостояния сторонников и противников Советской власти.
Летом 1918 года местные красные партизаны с помощью местных крестьян и крестьян из окрестных деревень выгнали из села отряд белочехов. Прибывшими через некоторое время карателями село было почти полностью сожжено, спаслись только жители, успевшие спрятаться в лесу.
Впоследствии белогвардейцы, удерживавшие позиции на холме за ручьём, где до настоящего времени сохранились следы их окопов, были выбиты регулярными частями Красной Армии, наступавшими со стороны леса. По свидетельству старожилов, в боях (предположительно Бугульминская операция) участвовали бойцы Чапаевской дивизии во главе с легендарным начдивом.
Кстати, в разных источниках содержится противоречивая (либо отсутствует) информация о национальной принадлежности В. И. Чапаева. Интересный факт: в одной из старых биографических книг о нём, автор пишет следующее: «Василий Иванович Чепаев (настоящая фамилия начдива) родился в семье крестьянина-мордвина…».
В период коллективизации село Старые Узели вошло в состав колхоза «Лесной» (позже — совхоз «Лесной»).
С началом Великой Отечественной войны многие сельчане ушли на фронт. В память о погибших защитниках Родины и участников ВОВ в селе Старые Узели установлен обелиск.
Как и в старые времена, основным занятием местных жителей являются земледелие и животноводство. Эта небольшая заметка написана автором с целью поделиться небольшой информацией, полученной от родственников, и в память о тех, кто когда-то жил в селе «Своя сторона».

## Инфраструктура
В селе Старые Узели имеются средняя общеобразовательная школа, филиал центральной районной больницы, почтовое отделение, отделение Сбербанка России, магазины.
Михаило-Архангельская церковь в селе Старые Узели, построенная в 1902 году была разрушена во время революции. Однако в селе до сих пор чтут престольный праздник — День св. Михаила-Архангела. Или как праздник называют в народе — «Михайлов день».

## Достопримечательности
Достопримечательностью села, удалённого от городов и крупных транспортных артерий, является природа средней полосы России — уникальный холмистый ландшафт, лиственные леса со множеством животных, растений, грибами и ягодами, а также неповторимый этнический колорит народности эрзя.

## Известные люди
В селе родились:
- Панишев, Фёдор Кузьмич (1901—1982) — Заслуженный учитель РСФСР, кандидат педагогических наук, создатель учебника русского языка для мордовских школ
- Прытков, Даниил Алексеевич (1912—1952) — Герой Советского Союза, красноармеец, участник Великой Отечественной войны